# Lloyd Haynes
Samuel Lloyd Haynes (South Bend, 19 settembre 1934 – Coronado, 31 dicembre 1986) è stato un attore statunitense.

## Carriera
Nel 1969 partecipa al film Lo specchio della follia.

## Filmografia parziale

### Cinema
- Squadra omicidi, sparate a vista! (Madigan), regia di Don Siegel (1968)
- Base artica Zebra (Ice Station Zebra), regia di John Sturges (1968)
- Lo specchio della follia (The Mad Room), regia di Bernard Girard (1969)
- Io sono il più grande (The Greatest), regia di Tom Gries (1977)
- Commando Black Tigers (Good Guys Wear Black), regia di Ted Post (1978)

### Televisione
- Squadra speciale anticrimine (The Felony Squad) – serie TV, episodi 1x08-1x23 (1966-1967)
- Il fuggiasco (The Fugitive) – serie TV, 3 episodi (1966-1967)
- Batman – serie TV, 2 episodi (1967)
- Tarzan – serie TV, 3 episodi (1967)
- Room 222 – serie TV, 113 episodi (1969-1974)
- Assault on the Wayne – film TV (1971)
- Guardate cosa è successo al figlio di Rosemary (Look What's Happened to Rosemary's Baby) – film TV (1976)
- Dynasty – serie TV, 4 episodi (1981)
- General Hospital – serie TV, 3 episodi (1986)